# Didenheim
Didenheim ist eine ehemalige französische Gemeinde mit zuletzt 1723 Einwohnern (Stand 2013) im Département Haut-Rhin in der Region Grand Est. Sie gehörte zum Arrondissement Mulhouse, zum Kanton Brunstatt und zum Kommunalverband Mulhouse Alsace Agglomération.

## Geografie
Didenheim liegt etwa sechs Kilometer vom Stadtzentrum Mülhausens entfernt und grenzt südwestlich an die Großstadt. Die Ill verläuft durch das Gebiet. Im Süden und Westen liegen große Forstgebiete, die zusammen etwa 50 Hektar betragen. Durch den Ort führt die Departementsstraße D 8b. Von Didenheim aus führt die teilweise zweistreifige D 66 als Zubringer zur fünf Kilometer entfernten Autoroute A 36.

## Geschichte
In Didenheim wurden Besiedelungsreste aus dem Neolithikum (3000–2000 v. Chr.) gefunden. Die älteste erhaltene schriftliche Erwähnung unter dem Namen Tudinhain stammt aus dem Jahr 796 und findet sich in einer Urkunde des Klosters Murbach. Das Kloster besaß in Didenheim umfangreiche Ländereien, die 1301 teilweise an das Kloster Lucelle übergingen.
Mit Wirkung vom 1. Januar 2016 wurden die früheren Gemeinden Brunstatt und Didenheim zu einer Commune nouvelle mit dem Namen Brunstatt-Didenheim zusammengelegt.

## Bevölkerungsentwicklung
| Jahr      | 1962 | 1968 | 1975 | 1982 | 1990 | 1999 | 2006 | 2013 |
| Einwohner | 1492 | 1897 | 1920 | 1902 | 1771 | 1758 | 1666 | 1723 |

## Sehenswürdigkeiten

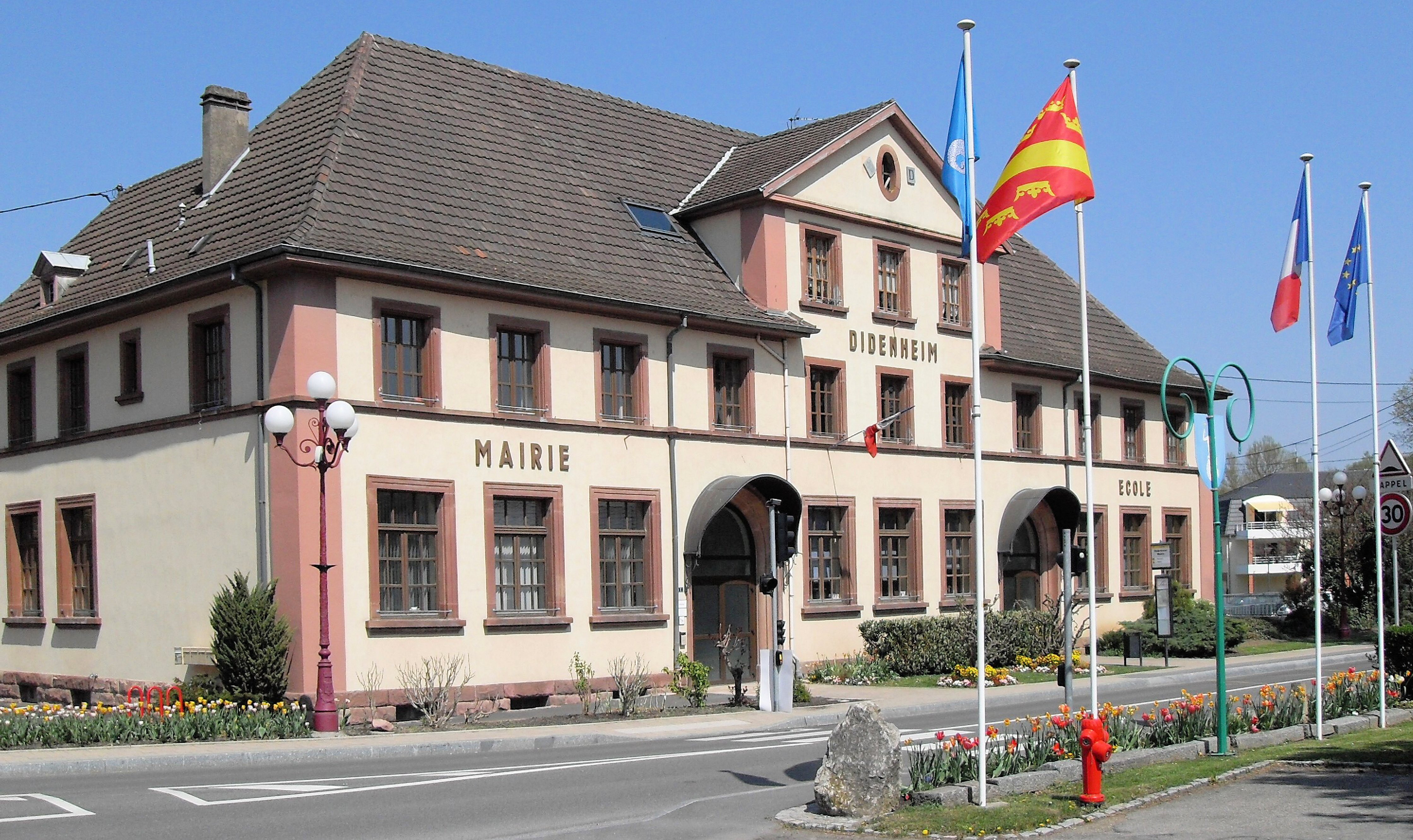
Ehemaliges Rathaus- und Schulgebäude
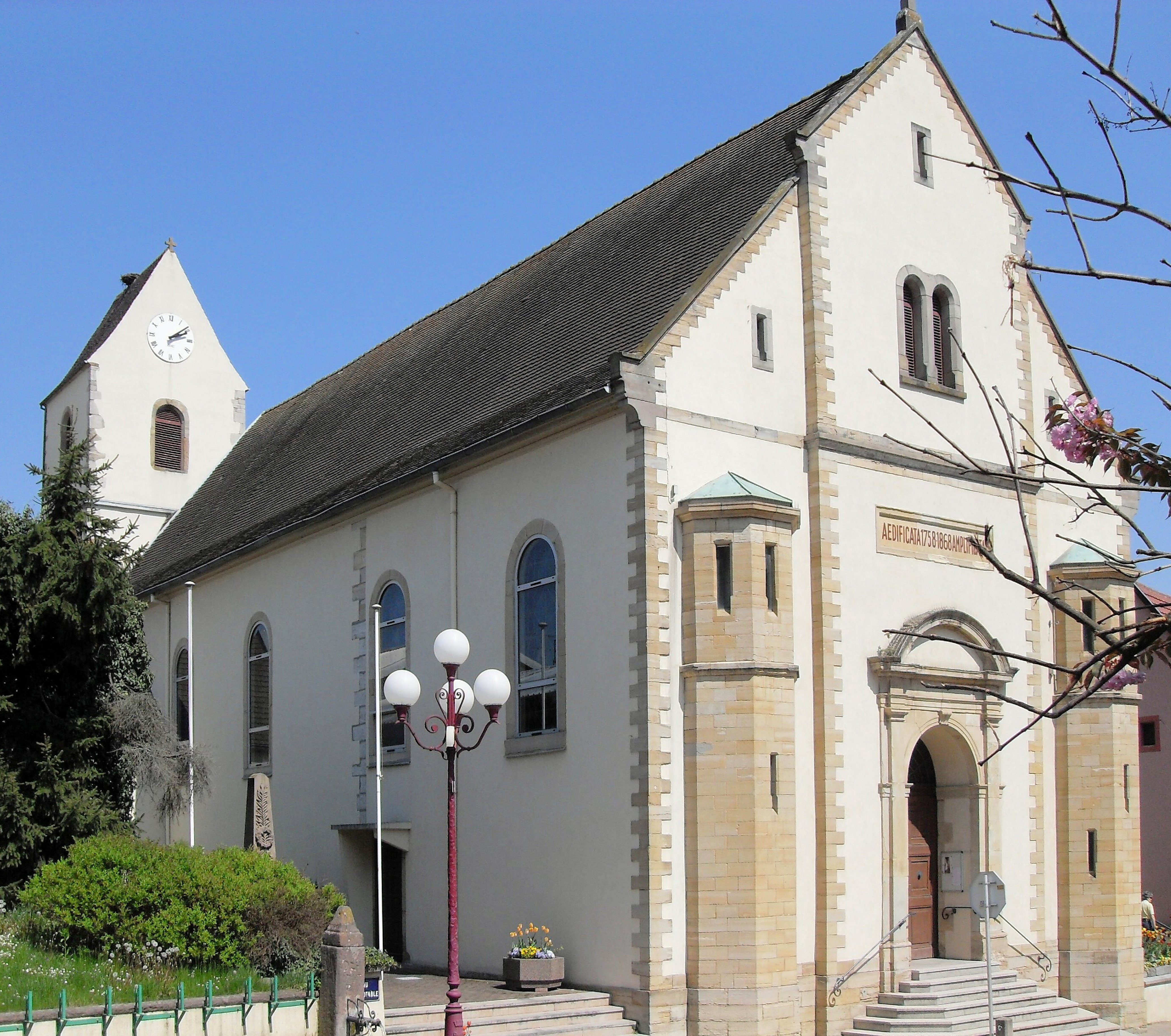
Kirche St. Gallus
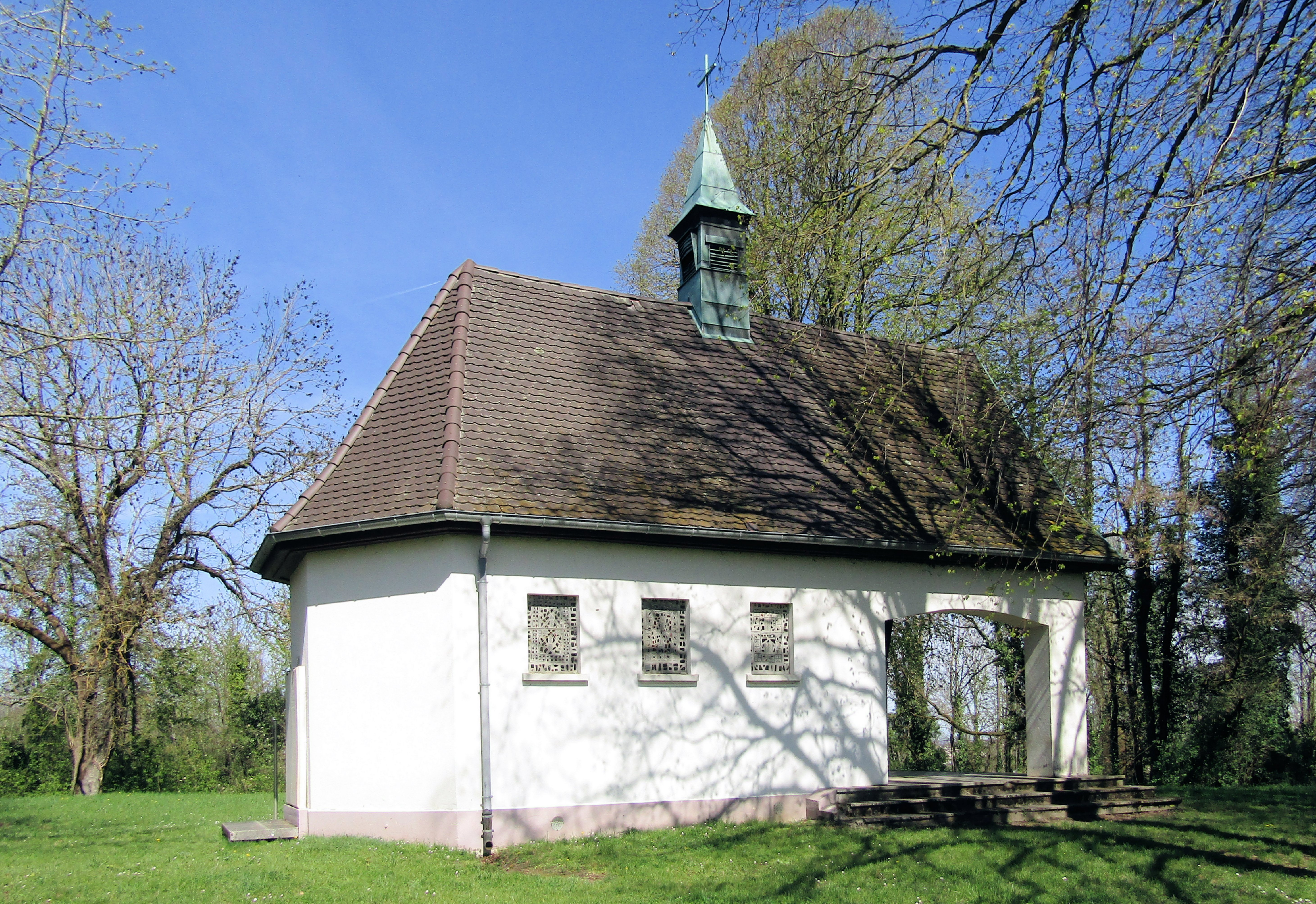
Kapelle St. Gallus

## Wirtschaft und Infrastruktur
Im Nordwesten gehört ein Teil des Gewerbegebietes Le Parc des Collines zu Didenheim. In Didenheim gibt es eine Vorschule (École maternelle) und eine Elementarschule.